# Pekingeend (gerecht)
Pekingeend (vereenvoudigd Chinees: 北京烤鸭; traditioneel Chinees: 北京烤鴨; pinyin: Běijīng kǎoyā) is een bekend eendengerecht uit het noordoosten van China. De naam komt van de Chinese hoofdstad Peking.

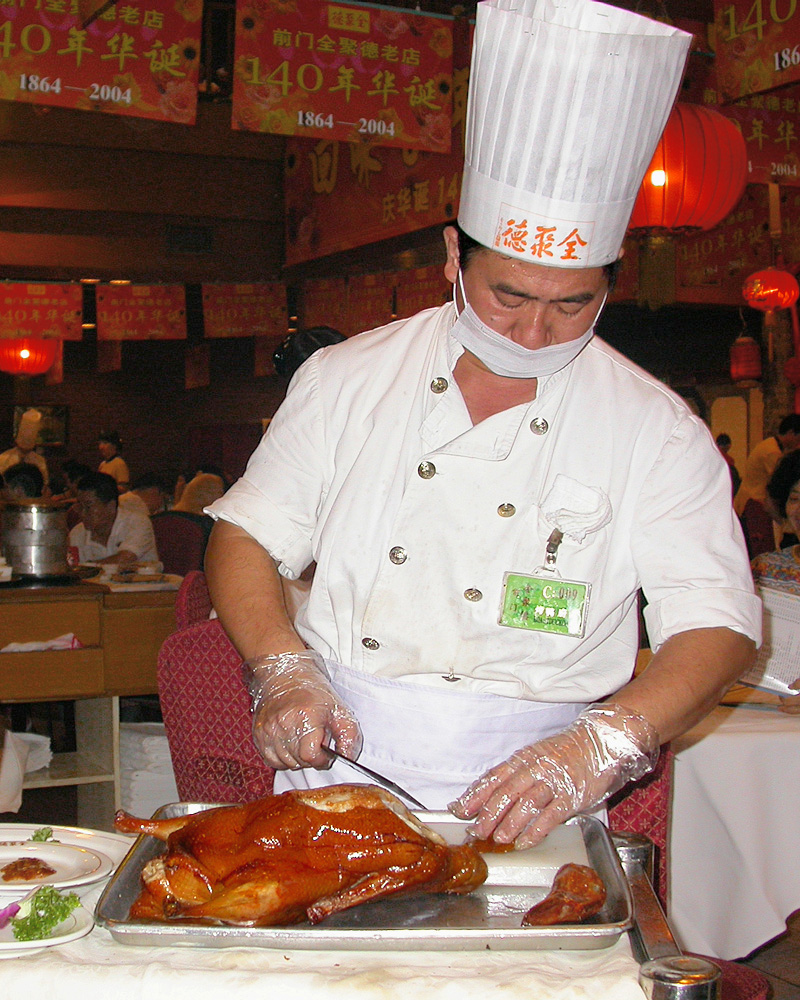
Een kok van Quanjude snijdt de pekingeend

Het gerecht wordt geroemd voor het dunne, knapperige vel, en wordt meestal geserveerd met veel vel en weinig vlees. De meeste Chinese restaurants maken van één eend twee porties; een met dunne plakjes van het vel met weinig vet, en een andere met alleen het eendenvlees, dat dan meestal geroerbakt wordt. De rest van de eend kan dan gebruikt worden voor bouillon of soep.

## Geschiedenis
De geschiedenis van het gerecht pekingeend gaat terug tot de Yuan-dynastie, en in de 15e eeuw was het het favoriete gerecht van de Ming-familie.

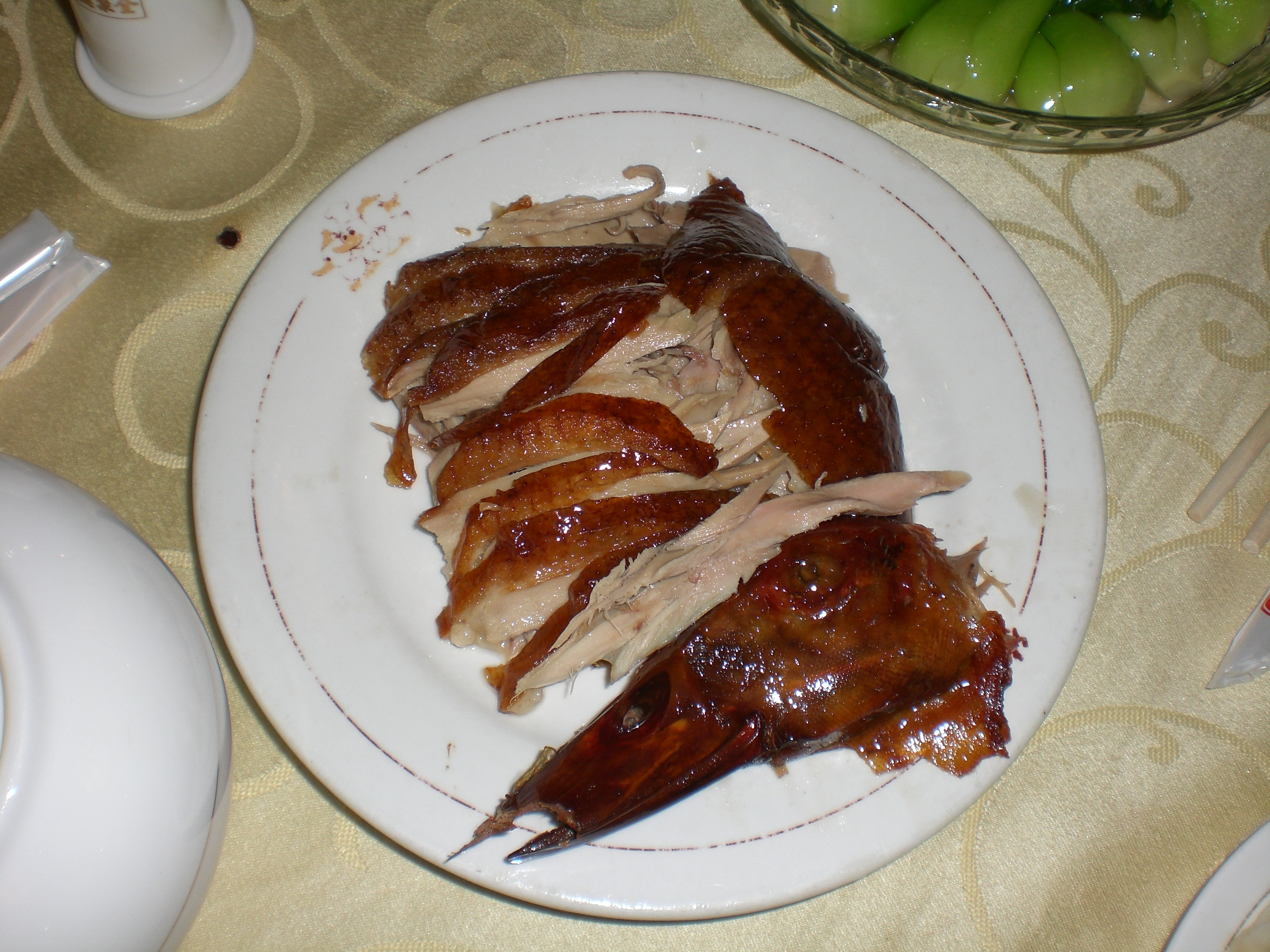
Een halve pekingeend met de kop erbij

## Voorbereiding
Voor pekingeend is een eend met de kop nodig. Met een pomp wordt de eend opgeblazen, zodat het vel van het lichaam loskomt. De eend wordt zo een halve dag te drogen gehangen, waarna hij, opgehangen aan de nek, in een oven minstens een uur wordt geroosterd. Hierdoor smelt het vet en wordt het vel knapperig. Omdat pekingeend een speciale oven vereist, wordt dit gerecht doorgaans niet thuis bereid, maar voornamelijk in restaurants gegeten.
In restaurants wordt met veel ceremonie de pekingeend aangesneden.